# Котельное (Никольский район)
Котельное — деревня в Никольском районе Вологодской области.
Входит в состав Вахневского сельского поселения, с точки зрения административно-территориального деления — в Вахневский сельсовет.
Расстояние по автодороге до районного центра Никольска — 46 км, до центра муниципального образования Вахнево — 8 км. Ближайшие населённые пункты — Владимирово, Пятаков, Каменное.
По переписи 2002 года население — 187 человек (89 мужчин, 98 женщин). Всё население — русские.